# Победнице европских првенстава у атлетици на отвореном — бацање кугле
Победнице Европских првенстава у атлетици у дисциплини бацања кугле, која је у женској конкуренцији, први пут увршћена у програм од другогЕвропског првенства које је одржано у Паризу и Бечу 1938. године. У следећој табели су приказане победнице у овој дисциплини на Европским првенствима са њиховим резултатима који су изражени у метрима.
Највише успеха у појединачној конкуренцији имала је Надежда Чижова из Совјетског Савеза са четири освојене златне медаље, док су екипно најбоље представнице Совјетског Савеза са 17 медаља (8 златних, 4 сребрне и 5 бронзане).
| Европско првенство      |                                      | Резултат     |                                          | Резултат |                                      | Резултат |
| Париз/Беч 1938. детаљи  | Хермине Шредер Немачка               | 13,29 РЕП    | Гизела Мауермајер Немачка                | 13,27    | Ванда Фалаковић Пољска               | 12,55    |
| Осло 1946. детаљи       | Татјана Севрјукова · Совјетски Савез | 14,16 РЕП    | Мишел Остермејер · Француска             | 12,84    | Амелија Пичинини · Италија           | 12,21    |
| Брисел 1950. детаљи     | Ана Андрејева · Совјетски Савез      | 14,32 РЕП    | Клавдија Точенова · Совјетски Савез      | 13,92    | Мишел Остермејер · Француска         | 13,37    |
| Берн 1954. детаљи       | Галина Зибина · Совјетски Савез      | 15,65 РЕП    | Марија Кузњецова · Совјетски Савез       | 14,99    | Тамара Тишкевић · Совјетски Савез    | 14,78    |
| Стокхолм 1958. детаљи   | Мариане Вернер · Западна Немачка     | 15,74 РЕП    | Тамара Тишкевић · Совјетски Савез        | 15,54    | Тамара Прес · Совјетски Савез        | 15,53    |
| Београд 1962. детаљи    | Тамара Прес · Совјетски Савез        | 18,55 СР РЕП | Ренате Гариш · Источна Немачка           | 17,17    | Галина Зибина · Совјетски Савез      | 16,95    |
| Будимпешта 1966. детаљи | Надежда Чижова · Совјетски Савез     | 17,22        | Маргита Гумел · Источна Немачка          | 17,05    | Марита Ланге · Источна Немачка       | 16,96    |
| Атина 1969. детаљи      | Надежда Чижова · Совјетски Савез     | 20,43 СР РЕП | Маргита Гумел · Источна Немачка          | 19,58    | Марита Ланге · Источна Немачка       | 18,56    |
| Хелсинки 1971. детаљи   | Надежда Чижова · Совјетски Савез     | 20,16        | Марита Ланге · Источна Немачка           | 19,25    | Маргита Гумел · Источна Немачка      | 19,22    |
| Рим 1974. детаљи        | Надежда Чижова · Совјетски Савез     | 20,78 СР РЕП | Мариане Адам · Источна Немачка           | 20,43    | Хелена Фибингерова · Чехословачка    | 20,33    |
| Праг 1978. детаљи       | Илона Слупијанек · Источна Немачка   | 21,41 РЕП    | Хелена Фибингерова · Чехословачка        | 20,86    | Маргита Дрезе · Источна Немачка      | 20,58    |
| Атина 1982. детаљи      | Илона Слупијанек · Источна Немачка   | 21,59 РЕП    | Хелена Фибингерова · Чехословачка        | 20,94    | Нуну Абашидзе · Совјетски Савез      | 20,82    |
| Штутгарт 1986. детаљи   | Хајди Кригер · Источна Немачка       | 21,10        | Инес Милер · Источна Немачка             | 20,81    | Наталија Ахрименко · Совјетски Савез | 20,68    |
| Сплит 1990. детаљи      | Астрид Кумбернус · Источна Немачка   | 20,38        | Наталија Лисовскаја · Совјетски Савез    | 20,06    | Катрин Ниемке · Источна Немачка      | 19,96    |
| Хелсинки 1994. детаљи   | Вита Павлиш Украјина                 | 21,69        | Астрид Кумбернус Немачка                 | 19,49    | Светла Миткова Бугарска              | 19,49    |
| Будимпешта 1998. детаљи | Вита Павлиш Украјина                 | 21,69 РЕП    | Ирина Коржањенко Русија                  | 19,71    | Јанина Каролчик Белорусија           | 19,23    |
| Минхен 2002. детаљи     | Ирина Коржањенко Русија              | 20,64        | Вита Павлиш Украјина                     | 20,02    | Светлана Кривељова Русија            | 19,56    |
| Гетеборг 2006. детаљи   | Наталија Харањека Белорусија         | 19,43        | Петра Ламперт Немачка                    | 19,17    | Олга Рјабинкина Русија               | 19,02    |
| Барселона 2010. детаљи  | Ана Авдејева Русија                  | 19,39        | Јанина Правалинскаја-Каролчик Белорусија | 19,29    | Олга Иванова Русија                  | 19,02    |
| Хелсинки 2012. детаљи   | Надине Клајнерт Немачка              | 19,18        | Ирина Тарасова Русија                    | 18,91    | Кијара Роза Италија                  | 18,47    |
| Цирих 2014. детаљи      | Кристина Шваниц Немачка              | 19,90        | Јевгенија Колодко Русија                 | 19,39    | Анита Мартон Мађарска                | 19,04    |
| Амстердам 2016. детаљи  | Кристина Шваниц Немачка              | 20,17        | Анита Мартон Мађарска                    | 18,72    | Емел Дерели Турска                   | 18,22    |
| Берлин 2018. детаљи     | Паулина Губа · Пољска                | 19,33        | Кристина Шваниц Немачка                  | 19,19    | Аљона Дубицкаја Белорусија           | 18,81    |
| Минхен 2022. детаљи     | Џесика Шилдер Холандија              | 20,24        | Аурел Донгмо Португалија                 | 19,82    | Јоринде ван Клинкен Холандија        | 18,94    |
| Рим 2024. детаљи        | Џесика Шилдер Холандија              | 18,77        | Јоринде ван Клинкен Холандија            | 18,67    | Јемиси Огунлеје Немачка              | 18,62    |
| Бирмингем 2026.         |                                      |              |                                          |          |                                      |          |

## Биланс медаља у бацању кугле за жене на Европским првенствима у атлетици на отвореном
стање после ЕП 2024.
|     | Земља            |    |    |    |    |
| --- | ---------------- | -- | -- | -- | -- |
| 1.  | Совјетски Савез  | 8  | 4  | 5  | 17 |
| 2.  | Источна Немачка  | 4  | 6  | 5  | 15 |
| 3.  | Немачка          | 4  | 4  | 1  | 9  |
| 4.  | Холандија        | 2  | 1  | 1  | 4  |
| 5.  | Украјина         | 2  | 1  | 0  | 3  |
| 6.  | Русија           | 2  | 3  | 3  | 8  |
| 7.  | Белорусија       | 1  | 1  | 2  | 4  |
| 8.  | Пољска           | 1  | 0  | 1  | 2  |
| 9.  | Западна Немачка  | 1  | 0  | 0  | 1  |
| 10. | Чехословачка     | 0  | 2  | 1  | 3  |
| 11. | Француска        | 0  | 1  | 1  | 2  |
| 11. | Мађарска         | 0  | 1  | 1  | 2  |
| 13. | Португалија      | 0  | 1  | 0  | 1  |
| 14. | Италија          | 0  | 0  | 2  | 2  |
| 15. | Бугарска         | 0  | 0  | 1  | 1  |
| 15. | Турска           | 0  | 0  | 1  | 1  |
|     | Укупно 16 земаља | 25 | 25 | 25 | 75 |